# Thamnophilus pelzelni
El batará pizarroso del Planalto (Thamnophilus pelzelni), es una especie de ave paseriforme de la familia Thamnophilidae perteneciente al numeroso género Thamnophilus. Es endémico de Brasil.

## Distribución y hábitat
Se distribuye por la meseta central de Brasil desde el este de Maranhão, Ceará y Paraíba hasta el norte de Minas Gerais y oeste de Bahía y desde el este y sur de Mato Grosso y Goiás hasta el norte de Mato Grosso do Sul, extremo norte de Paraná y oeste de São Paulo.
Habita en bosques tropicales y subtropicales secos y húmedos de baja altitud, en caatingas, cerrados y bosques en galería hasta los 1100 m de altitud.

## Descripción
Mide 14,5 cm. El macho es gris por arriba, con la corona negra y el dorso mezclado con negro; ala negra con marcas blancas bien visibles; cola y cobertoras negras con puntas blancas. Por abajo es gris, con el abdomen más blanquecino. La hembra es marrón por arriba, corona y dorso más acanelados, ala con la misma confirguración del macho. Por abajo es pardo anaranjada, más intenso en el pecho y más pálido en el abdomen.

## Comportamiento
En pareja suele juntarse a bandadas mixtas bien dispersas; es reconocida por el hábito de mover la cola para arriba y para abajo.

### Vocalización
El canto es una serie rápida de notas nasales bien enunciadas, que comienza lenta, acelera en timbre y termina con un temblor: 
“han-ha-ha-háhahahahá”.

## Sistemática

### Descripción original
La especie T. pelzelni fue descrita por primera vez por el ornitólogo austríaco Carl Eduard Hellmayr en 1924 como subespecie,  bajo el nombre científico Thamnophilus punctatus pelzelni; localidad tipo «Abrilongo, Mato Grosso, Brasil».

### Etimología
El nombre genérico «Thamnophilus» deriva del griego «thamnos»: arbusto y «philos»: amante; «amante de arbustos»; y el nombre de la especie «pelzelni», homenajea al ornitólogo austríaco August von Pelzeln.

### Taxonomía
Es monotípica. Forma una superespecie con Thamnophilus punctatus, T. stictocephalus, T. sticturus y T. ambiguus; todas consideradas conespecíficas anteriormente, con T. atrinucha tradicionalmente también incluida.